# HC Verva Litvínov (ženy)
HC Verva Litvínov (celým názvem: Hockey Club Verva Litvínov) je český klub ženského ledního hokeje, který sídlí v Litvínově v Ústeckém kraji. Založen byl v roce 1986 pod názvem TJ CHZ Litvínov. Klub patřil mezi průkopníky ženského hokeje v tehdejším Československu. Ihned po založení se klub přidal do nejvyšší soutěže žen v republice. Celkově se Litvínovu povedlo získat šest mistrovských titulů v soutěži žen. Od sezóny 2017/18 působí v Extralize ženského hokeje, české nejvyšší soutěži ledního hokeje žen. Klubové barvy jsou žlutá a černá.
Své domácí zápasy odehrává na zimním stadionu Ivana Hlinky s kapacitou 6 011 diváků.

## Historické názvy
Zdroj:
- 1986 – TJ CHZ Litvínov (Tělovýchovná jednota Chemické závody Litvínov)
- 1990 – HC CHZ Litvínov (Hockey Club Chemické závody Litvínov)
- 1991 – HC Chemopetrol Litvínov (Hockey Club Chemopetrol Litvínov)
- 1994 – HC Litvínov, s.r.o. (Hockey Club Litvínov, společnost s ručením omezeným)
- 1996 – HC Chemopetrol, a.s. (Hockey Club Chemopetrol, akciová společnost)
- 2007 – HC Litvínov (Hockey Club Litvínov)
- 2009 – HC BENZINA Litvínov (Hockey Club BENZINA Litvínov)
- 2011 – HC Verva Litvínov (Hockey Club Verva Litvínov)

## Získané trofeje
- Extraliga ženského hokeje ( 6× )
  - 1995/96, 1996/97, 1997/98, 1998/99, 1999/00, 2003/04

## Umístění v jednotlivých sezonách
Stručný přehled
Zdroj:
- 1989–1993: 1. liga (1. ligová úroveň v Československu)
- 1993–2011: 1. liga (1. ligová úroveň v České republice)
- 2011–2012: 1. liga – sk. A (1. ligová úroveň v České republice)
- 2012–2014: 1. liga - TOP divize (1. ligová úroveň v České republice)
- 2014–2017: 1. liga - divize A1 (1. ligová úroveň v České republice)
- 2017– : Extraliga (1. ligová úroveň v České republice)

Jednotlivé ročníky
Zdroj:
Legenda: ZČ - základní část, červené podbarvení - sestup, zelené podbarvení - postup, fialové podbarvení - reorganizace, změna skupiny či soutěže
| Československo (1989 – 1993) |                      |           |          |                                       |              |
| Sezóny                       | Soutěž               | Úroveň    | ZČ       | Play-off, nadstavba, sk. o udržení... | Poznámky     |
| 1989/90                      | 1. liga              | 1. úroveň | ?. místo |                                       |              |
| 1990/91                      | 1. liga              | 1. úroveň | ?. místo |                                       |              |
| 1991/92                      | 1. liga              | 1. úroveň | ?. místo |                                       |              |
| 1992/93                      | 1. liga              | 1. úroveň | ?. místo |                                       |              |
| Česko (1993 – )              |                      |           |          |                                       |              |
| Sezóny                       | Soutěž               | Úroveň    | ZČ       | Play-off, nadstavba, sk. o udržení... | Poznámky     |
| 1993/94                      | 1. liga              | 1. úroveň | 3. místo |                                       |              |
| 1994/95                      | 1. liga              | 1. úroveň | 3. místo |                                       |              |
| 1995/96                      | 1. liga              | 1. úroveň | 1. místo | Vítěz                                 |              |
| 1996/97                      | 1. liga              | 1. úroveň | 1. místo | Vítěz                                 |              |
| 1997/98                      | 1. liga              | 1. úroveň | 1. místo | Vítěz                                 |              |
| 1998/99                      | 1. liga              | 1. úroveň | 1. místo | Vítěz                                 |              |
| 1999/00                      | 1. liga              | 1. úroveň | 1. místo | Vítěz                                 |              |
| 2000/01                      | 1. liga              | 1. úroveň | 2. místo |                                       |              |
| 2001/02                      | 1. liga              | 1. úroveň | 2. místo |                                       |              |
| 2002/03                      | 1. liga              | 1. úroveň | 2. místo |                                       |              |
| 2003/04                      | 1. liga              | 1. úroveň | 1. místo | Vítěz                                 |              |
| 2004/05                      | 1. liga              | 1. úroveň | ?. místo |                                       |              |
| 2005/06                      | 1. liga              | 1. úroveň | ?. místo |                                       |              |
| 2006/07                      | 1. liga              | 1. úroveň | ?. místo |                                       |              |
| 2007/08                      | 1. liga              | 1. úroveň | ?. místo |                                       |              |
| 2008/09                      | 1. liga              | 1. úroveň | ?. místo |                                       |              |
| 2009/10                      | 1. liga              | 1. úroveň | ?. místo |                                       |              |
| 2010/11                      | 1. liga              | 1. úroveň | ?. místo |                                       | Reorganizace |
| 2011/12                      | 1. liga – sk. A      | 1. úroveň | 4. místo | Zápas o 3. místo (prohra)             | Reorganizace |
| 2012/13                      | 1. liga - TOP divize | 1. úroveň | 4. místo | Zápas o 3. místo (prohra)             |              |
| 2013/14                      | 1. liga - TOP divize | 1. úroveň | 4. místo | Zápas o 3. místo (prohra)             | Reorganizace |
| 2014/15                      | 1. liga - divize A1  | 1. úroveň | 1. místo | Zápas o 3. místo (výhra)              |              |
| 2015/16                      | 1. liga - divize A1  | 1. úroveň | 1. místo | Zápas o 3. místo (výhra)              |              |
| 2016/17                      | 1. liga - divize A1  | 1. úroveň | 1. místo | Finálová skupina (3. místo)           | Reorganizace |
| 2017/18                      | Extraliga            | 1. úroveň | 4. místo | Baráž o extraligu (1. místo)          |              |
| 2018/19                      | Extraliga            | 1. úroveň | 4. místo | Baráž o extraligu (1. místo)          |              |
| 2019/20                      | Extraliga            | 1. úroveň |          |                                       |              |